# M9裝甲戰鬥推土機
M9裝甲戰鬥推土機（ACE）是一種高度機動的裝甲履帶車，可為前線部隊提供戰鬥工兵支援。M9裝甲戰鬥推土機是由美國陸軍部署，任務包括消除敵方障礙、維護與修理道路和補給路線以及建造戰鬥陣地。

## 歷史
M9源自“通用工程拖拉機 (UET)”，是 1958 年“通用有鏟履帶車 (ABC)”的後續產品，也是一款拖拉機。透過製造小型拖拉機/鏟運機，可以製造出一種可以使用當地材料作為壓載物的輕型車輛。 重量保持得足夠低，以便可以用較小的貨機運輸，可以空投，並允許車輛漂浮和游泳。 最初的開發是在貝爾沃堡工程師實驗室與國際收割機和卡特彼勒之間進行的。 這個概念在測試中取得了成功，並激發了人們對民用衍生產品的極大興趣，但在一次演示後，關鍵決策者看到車輛在他們面前下沉，同時展示了其游泳能力，之後就陷入了停滯。
UET最初被視為一種班用車輛，其碗內可容納部隊座位。它還作為貨運車輛甚至移動迫擊砲運輸車進行了測試。
M9是一種高機動性、裝甲、兩棲拖拉機、推土機和鏟運機。 它最終於1986年投入使用，能夠在進攻和防禦行動中支援部隊。它執行關鍵的戰鬥工程任務，例如為槍支、坦克和其他戰場系統挖掘遮蔽戰鬥陣地以提高其生存能力。ACE突破護堤，準備反坦克溝渠，準備戰鬥道路，清除路障，並準備水障礙處的通道。

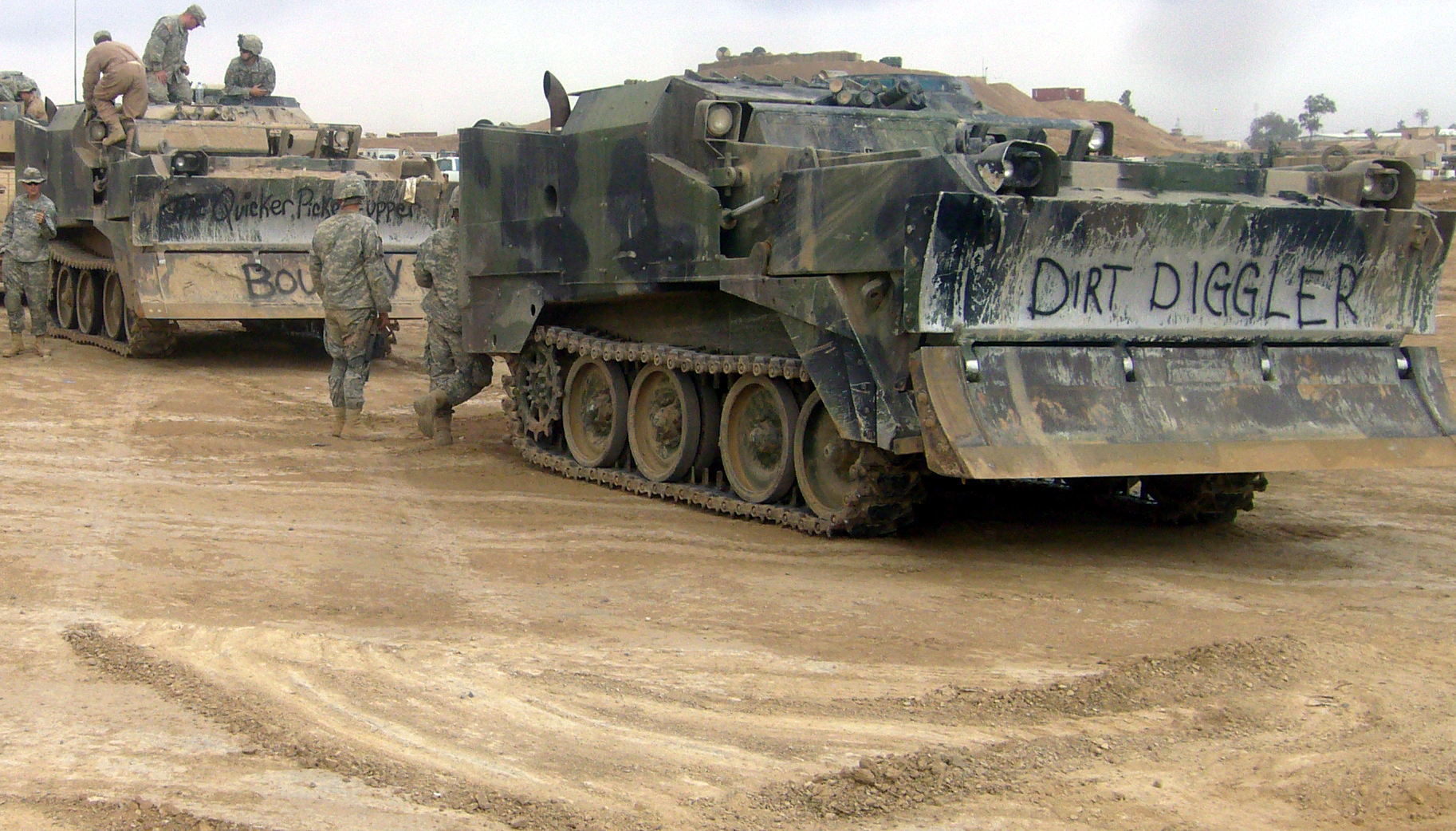
兩架M9 ACE準備前往伊拉克執行任務

引擎、傳動系統和駕駛室偏向車輛後部，而前部包括8.7立方碼（6.7立方米）的鏟鬥、擋板和推土鏟，以及複合鋁製噴射器，可快速卸載壓載物和/或貨物在戰鬥或敵對條件下。 裝甲由焊接鋁和精選鋼和芳綸層壓板組成。一個包含八個視覺塊的裝甲圓頂覆蓋著駕駛室。 車體採用焊接和螺栓連接的鋁製材料，配有兩速絞盤，能夠承受25,000磅（110 kN）的繩索拉力。提供牽引軸和空氣煞車連接。 它配備了懸吊系統，允許車輛前部升高、降低或傾斜，以實現推土、挖掘、粗略平整和開溝等功能。 M9 配備了防禦輕武器和火砲破片的裝甲，具有煙幕能力，並為操作員提供生化防護。 其行駛速度為 30 mph（48 km/h）。 它可以在C-130、C-141 和C-5 飛機上運輸，並且可以渡水在理想條件下，3 mph（4.8 km/h）。 由於取消了渡水任務作為M9的任務，因此不需要維護與渡水相關的組件。
透過抬起推土鏟並使用鏟刀，M9 ACE可以向自身裝置鏟，以提高推土效率。它還可以快速彈出，從而無需鏟鬥裝載機和自卸卡車。M9的另一個主要特點是其液壓氣動懸吊系統。主要部件是八個高壓液壓旋轉執行器（每側四個），連接到負重輪站。在高速行駛期間，該系統透過使用減震蓄能器確保平穩行駛。在土方作業中，操作員旋轉執行器，從而降低擋板和鏟刀進行挖掘。
一個典型的戰鬥工兵營將包含22輛M9 ACE（每個連7名）以及一個戰備浮車。現役陸軍共有447輛M9 ACE。

## 服役
M9與輕型或重型聯合兵種部隊結合執行機動性、反機動性、永續性和生存性任務。 任務包括準備/減少障礙物、廢棄物管理和路線清理。它還透過攜帶掃雷線電荷在進攻性突破中發揮有限的作用。
在沙漠風暴行動中，M9被證明是裝甲車和戰鬥推土機的成功組合，能夠與機動部隊保持同步。這是可能的，因為M9能夠將其刀片向上折疊成兩半，從而允許空載行駛。 這也與由於手動鎖定銷而降低的戰鬥效率有關，除非高速行駛，否則通常不需要手動鎖定銷，因為如果不仔細監控，這可能會切斷刀片鉸鏈。 雖然一些操作員在使用D7 推土機進行土方作業時效率更高，但有些操作員可以通過兩到三個離合器製動器進行刮擦，從而克服由於質量和速度不足而導致的切割能力不足的問題，從而超越重型、緩慢的傳統推土機。 這種與機動部隊一起穿越數百公里沙漠的能力使其能夠成功執行各種任務，例如建造戰鬥道路和步道、生存陣地和護堤。 它在崎嶇地形上的移動速度與 M1 或 M2 一樣快，但在改善的道路和硬路面上，它的最高時速被限制為 35 英里/小時，有些調速器限制為 27 英里/小時左右。 車輛操作員可以進行調整以防止這種情況發生。

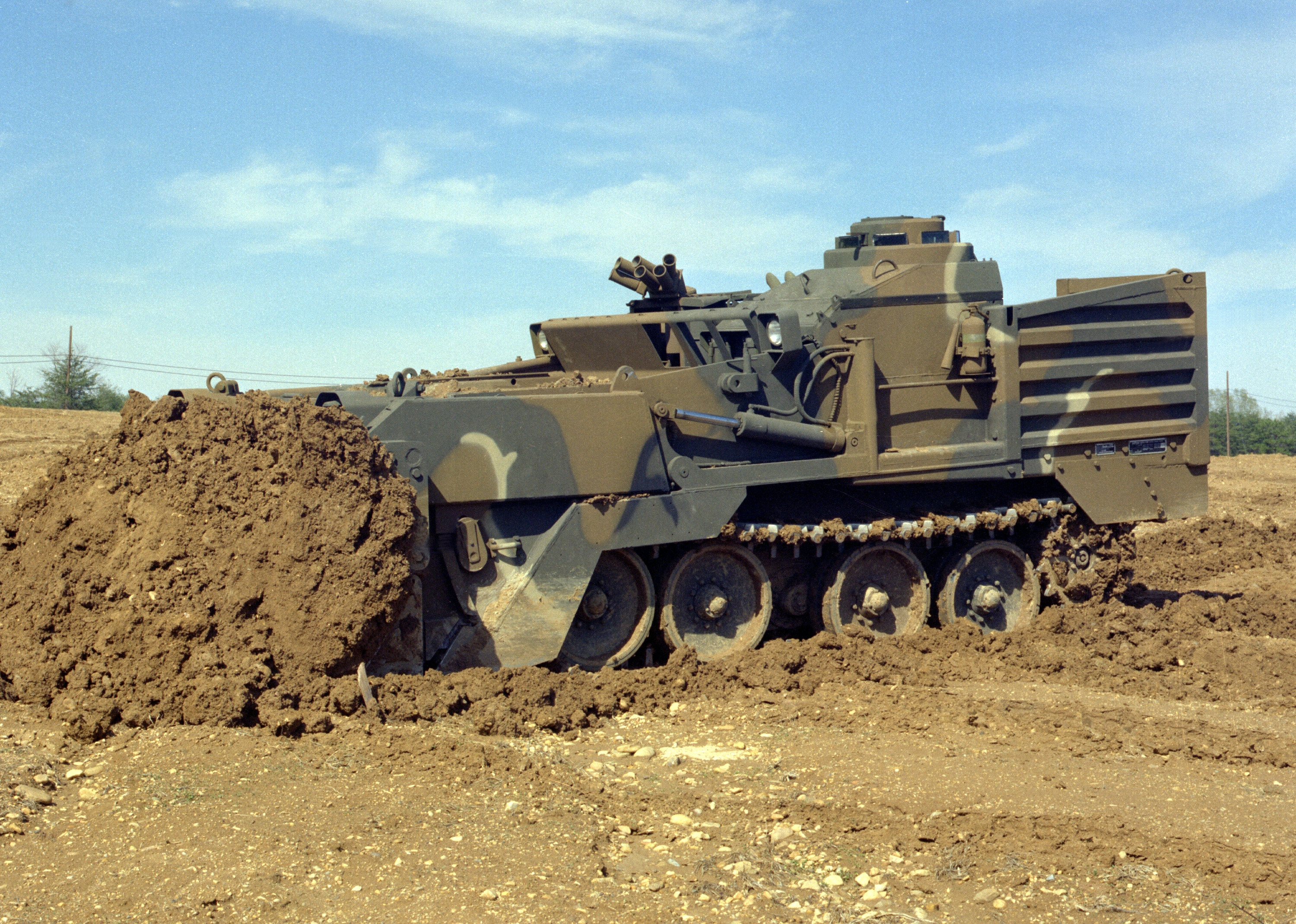
M9 ACE 在演習期間移動土壤

但由於缺乏機械專業知識和液壓蓄能器系統維護，一些單位對M9操作員的訓練似乎不夠充分。 大多數操作員不熟悉與推土、鏟土、切割和填充操作以及分級相關的技術。M9在減少與伊拉克坦克溝渠相關的護堤（敵方一側的護堤）方面遇到了一些麻煩。 由於駕駛員相對於車輛刀片的位置，士兵們在透過潛望鏡扣緊時很難看到刀片的底部，但可以藉助地平線和車輛頂部的幫助確定他何時即將翻倒。刀片形成相交角度或用手動水平儀指示在可接受的操作能力範圍內的傾斜度。M9操作員可以使用前置望遠鏡或側面安裝潛望鏡或視訊監視器來克服此缺陷，而且隨著負載增加，引擎的聲音頻率變化，向經驗豐富的夜間操作員指示負載，無需使用電子或手動儀表。M9在突破沙烏地阿拉伯和伊拉克之間的邊界護堤方面發揮了帶頭作用，並在突破口期間減少了戰壕線。M9的表現超越了其預期能力。後來的研究發現，它在對抗裝備不足的伊拉克軍隊時取得了可怕的成功，美國陸軍第1步兵師將數百或數千名伊拉克士兵活埋在戰壕中。
M9的訓練器和維修缺陷都遇到了問題。一位指揮官稱M9操作員為「孤獨、手無寸鐵、無所畏懼」。這凸顯了M9作為直接火力交戰中所使用的機動裝備的主要缺點。M9成員（通常是19歲的一等兵）率領第 7 軍突入敵國。 幸運的是，他們遇到的阻力很小。否則M9操作員的死亡率將會非常高。M9是單操作員車輛，哪一部分的凝聚力與旅及以上任務的成功相關，沒有道德和身體上的考驗擁有士官的船員在領導方面的優勢，維護變得困難，自律以及一般機械和一般電氣知識對於任何低級士兵來說都是必須的。 這種缺乏監督的情況造就了高度重視的主題專家，他們必須在嚴峻環境下倉促計劃的行動中了解指揮官的意圖、地理位置和地形，而沒有用於局部鎮壓的武器優勢。 通常，機動特遣部隊提供兩輛 M2 和 2 輛 M1，以菱形隊形圍繞有價值的操作員（也許更多）。布雷德利戰車 在突破行動中保護M9。雖然保護一輛車的代價很高，但指揮官認為這是行動成功所必需的。 指揮官們認為M9需要一名額外的船員和防護武器，例如 .50口徑機槍 或 Mk 19自動榴彈發射器，因為他們沒有大口徑小型武器，例如經常使用M249或M240通用機槍。

## 配置
- 重訓師每個工兵連6輛
- 每個裝甲騎兵團6輛
- 每個工兵連6輛，重獨立旅
- 每個工兵戰鬥連（機甲）軍6輛
- 輕步兵師工兵營HHC6輛
- 獨立步兵旅每個工兵連4輛
- 軍團每個工兵連（突擊浮橋）2輛
- 每個工兵連1輛
- 每個舟桥连1輛

## 訓練/人員
TRADOC 教官和新設備培訓團隊 (NETT) 將由承包商進行培訓。 最初的訓練將由NETT為戰鬥工兵組織頒發M9。 位於倫納德伍德堡的美國陸軍工程中心的機構培訓將為操作員（MOS 12F）和維護員（MOS 91L）提供培訓。 操作員的熟練程度將透過培訓擴展課程磁帶和擴展培訓材料來保持。

## 外部連結
- M9 裝甲戰鬥推土機 （页面存档备份，存于）
- M9 裝甲戰鬥推土機 （页面存档备份，存于）
- M9 裝甲戰鬥推土機（ACE）摘要
- M9 ACE 技術手冊 （页面存档备份，存于） M9 ACE 技術庫